# Dwayne Anderson
Dwayne Anderson (* 22. Juni 1986 in Silver Spring, Maryland) ist ein US-amerikanischer Basketballspieler. Nach dem Studium in seinem Heimatland wurde Anderson 2009 Profi in Europa. Zuletzt spielte er in der Saison 2012/13 für die s.Oliver Baskets aus Würzburg. Seit Juli 2013 ist er als Assistenztrainer bei der Basketballmannschaft der Pennsylvania State University tätig.

## Karriere
Dwayne Anderson startete während seines Studiums an der Villanova University seine Karriere beim Hochschulteam Wildcats in der NCAA Division I. 2009 war die BG Göttingen seine erste Profistation, mit denen er 2010 den europäischen Vereinswettbewerb EuroChallenge gewann. Nach dem Wechsel von Trainer John Patrick verließ auch Anderson den Verein und wechselte 2011 zum italienischen Zweitligaaufsteiger Morpho Baskets Piacenza, wo er unter anderem mit dem ebenfalls früher in der deutschen BBL aktiven Clint-Cotis Harrison zusammenspielte. Für die Saison 2012/13 wechselt er wieder zurück in die Beko BBL zum letztjährigen Playoff Halbfinalisten s.Oliver Baskets Würzburg, wo er mit John Little, Jason Boone, Christopher McNaughton, Ben Jacobson, und Co-Trainer Michael Meeks auf fünf alte Mitspieler aus seiner Zeit bei der BG Göttingen trifft.
Nach der Saison 2012/13 wurde er als Assistenztrainer der Basketballmannschaft der Pennsylvania State University tätig.